# História dos orgânicos
A agricultura tradicional (de muitos tipos particulares em diferentes épocas e lugares) foi o tipo original de agricultura e tem sido praticada há milhares de anos. Atualmente, toda a agricultura tradicional é considerada "agricultura biológica", apesar de, na altura, não existirem métodos inorgânicos conhecidos. Por exemplo, a horticultura florestal, um sistema de produção alimentar totalmente biológico que data da pré-história, é considerada o agroecossistema mais antigo e resistente do mundo.   A revolução industrial introduziu métodos inorgânicos, a maior parte dos quais não estavam bem desenvolvidos e tinham efeitos secundários graves. Na década de 1940, iniciou-se um movimento orgânico como reação à crescente dependência da agricultura de fertilizantes e pesticidas sintéticos. A história deste renascimento moderno da agricultura biológica remonta à primeira metade do século XX, numa altura em que havia uma dependência crescente destes novos métodos sintéticos e não biológicos.

## Pré-Segunda Guerra Mundial
Os primeiros 40 anos do século XX assistiram a avanços simultâneos na bioquímica e na engenharia que alteraram rápida e profundamente a agricultura. A introdução do motor de combustão interna a gasolina marcou o início da era do trator e tornou possível centenas de alfaias agrícolas mecanizadas. A investigação na área do cultivo de plantas levou à comercialização de sementes híbridas. E um novo processo de fabrico tornou os fertilizantes azotados - sintetizados pela primeira vez em meados do século XIX - abundantes a um preço acessível. Estes factores alteraram a equação da mão de obra: quase não existiam tratores nos EUA por volta de 1910, mas mais de 3.000.000 em 1950; em 1900, era necessário um agricultor para alimentar 2,5 pessoas, mas atualmente o rácio é de 1 para bem mais de 100. Os campos tornaram-se maiores e as culturas mais especializadas para uma utilização mais eficiente da maquinaria. A redução da necessidade de trabalho manual e animal que as máquinas, os herbicidas e os fertilizantes tornaram possível criou uma era em que a mecanização da agricultura evoluiu rapidamente.
A agricultura conscientemente orgânica (em oposição aos métodos agrícolas tradicionais anteriores à existência das opções inorgânicas, que sempre empregavam apenas meios orgânicos) começou mais ou menos simultaneamente na Europa Central e na Índia. O botânico britânico Sir Albert Howard é frequentemente referido como o pai da agricultura orgânica moderna, porque foi o primeiro a aplicar conhecimentos e métodos científicos modernos à agricultura tradicional. De 1905 a 1924, ele e sua esposa Gabrielle, ela mesma fisiologista vegetal, trabalharam como consultores agrícolas em Pusa, Bengala , onde documentaram práticas agrícolas tradicionais indianas e passaram a considerá-las superiores à sua ciência agrícola convencional. A pesquisa e o desenvolvimento posterior desses métodos estão registrados em seus escritos, notadamente em seu livro de 1940, Um Testamento Agrícola, que influenciou muitos cientistas e agricultores da época. 
Na Alemanha, o desenvolvimento de Rudolf Steiner, a agricultura biodinâmica, foi provavelmente o primeiro sistema abrangente do que hoje chamamos de agricultura orgânica. Isto começou com uma série de palestras que Steiner apresentou numa fazenda em Koberwitz em 1924. Steiner enfatizou o papel do agricultor em orientar e equilibrar a interação dos animais, plantas e solo. Animais saudáveis dependiam de plantas saudáveis (para a sua alimentação), plantas saudáveis de solo saudável, solo saudável de animais saudáveis (para o estrume). Seu sistema foi baseado em sua filosofia da antroposofia e não em uma boa compreensão da ciência.   Para desenvolver seu sistema de agricultura, Steiner estabeleceu um grupo de pesquisa internacional chamado Círculo Experimental Agrícola de Agricultores e Jardineiros Antroposóficos da Sociedade Antroposófica Geral. 
Em 1909, o agrônomo americano F.H. King viajou pela China, Coréia e Japão, estudando a fertilização tradicional, o preparo do solo e as práticas agrícolas em geral. Ele publicou suas descobertas em Agricultoresde Quarenta Séculos (Farmers of Forty Centuries, 1911, Courier Dover Publications, ISBN  0-486-43609-8). King previu um "movimento mundial para a introdução de métodos novos e melhorados" de agricultura e nos anos posteriores seu livro tornou-se uma importante referência orgânica. 
O termo "agricultura biológica" foi cunhado por Walter James (Lord Northbourne), um estudante de Agricultura Biodinâmica, no seu livro Look to the Land (escrito em 1939, publicado em 1940). Neste texto, James descreveu uma abordagem holística e ecologicamente equilibrada para a agricultura, "a fazenda como organismo", baseando-se nos princípios e métodos agrícolas de Steiner. Um ano antes da publicação de seu livro, James organizou a primeira conferência sobre Agricultura Biodinâmica na Inglaterra, a Bettehanger Summer School and Conferenc, na qual Ehrenfried Pfeiffer foi o principal apresentador. 
Em 1939, James, Albert Howard, Ehrenfried Pfeiffer e George Stapleton juntaram-se em Farleigh para implementar um experimento comparando métodos de fertilização biodinâmica, orgânica e química. "O Experimento Farleigh" foi planejado desde as reuniões iniciais em 1936, incluindo dez participantes. A experiência foi interrompida devido ao fato de o composto biodinâmico só estar disponível depois do evento da Escola de Verão Bettehanger, à interrupção da guerra iminente e à falta de financiamento. Embora inconclusivo, este experimento foi visto como um impulso para o "Experimento Haughley" semelhante descrito abaixo. 
Em 1939, Lady Eve Balfour, que trabalhava na agricultura desde 1920 em Haughley Green, Suffolk, Inglaterra, lançou o Experimento Haughley. Lady Balfour acreditava que a saúde e o futuro da humanidade dependiam da forma como o solo era utilizado e que a agricultura não intensiva poderia produzir alimentos mais saudáveis. O experimento foi realizado para gerar dados para testar essas crenças. Quatro anos depois, ela publicou “O solo vivo” (The Living Soil), com base nas descobertas iniciais do Experimento Haughley. Amplamente lido, levou à formação de um importante grupo internacional de defesa dos produtos orgânicos, a Associação do Solo (Soil Association). 
No Japão, Masanobu Fukuoka, um microbiologista que trabalha em ciência do solo e patologia vegetal, começou a duvidar do movimento agrícola moderno. Em 1937, ele largou o emprego como cientista pesquisador, retornou à fazenda de sua família em 1938 e dedicou os 60 anos seguintes ao desenvolvimento de um método orgânico radical de plantio direto para o cultivo de grãos e muitas outras culturas, agora conhecido como agricultura natural, agricultura natural, agricultura 'não fazer nada' ou agricultura de Fukuoka. 

## Pós-Segunda Guerra Mundial
Os avanços tecnológicos durante a Segunda Guerra Mundial aceleraram a inovação do pós-guerra em todos os aspectos da agricultura, resultando em grandes avanços na mecanização (incluindo irrigação em grande escala), fertilização e pesticidas. Em particular, dois produtos químicos que tinham sido produzidos em quantidade para a guerra foram reaproveitados para utilizações agrícolas em tempos de paz. O nitrato de amônio, usado em munições, tornou-se uma fonte abundantemente barata de nitrogênio. E surgiu uma série de novos pesticidas: o DDT, que tinha sido utilizado para controlar incestos transmissores de doenças em redor das tropas, tornou-se num inseticida geral, lançando a era da utilização generalizada de pesticidas. Ao mesmo tempo, máquinas agrícolas cada vez mais poderosas e sofisticadas permitiram que um único agricultor trabalhasse em áreas maiores de terra e os campos aumentassem. Em 1944, uma campanha internacional chamada Revolução Verde foi lançada no México com financiamento privado dos EUA. Encorajou o desenvolvimento de plantas híbridas, controlos químicos, irrigação em grande escala e mecanização pesada na agricultura em todo o mundo. 
Durante a década de 1950, a agricultura sustentável era um tema de interesse científico, mas a investigação tendia a concentrar-se no desenvolvimento de novas abordagens químicas. Uma das razões para isto, que informou e orientou a Revolução Verde em curso, foi a crença generalizada de que o elevado crescimento populacional global, que estava comprovadamente a ocorrer, criaria em breve escassez de alimentos a nível mundial, a menos que a humanidade pudesse salvar-se através de tecnologia agrícola cada vez mais avançada. Ao mesmo tempo, porém, os efeitos adversos da agricultura “moderna” continuaram a acender um pequeno, mas crescente movimento orgânico. Por exemplo, nos EUA, J.I. Rodale começou a popularizar o termo e os métodos de cultivo biológico, especialmente junto dos consumidores através da promoção da jardinagem biológica. 
Em 1962, Rachel Carson, uma proeminente cientista e naturalista, publicou “Primavera Silenciosa”, narrando os efeitos do DDT e de outros pesticidas no meio ambiente. Um best-seller em muitos países, incluindo os EUA, e amplamente lido em todo o mundo, “Primavera Silenciosa” é amplamente considerado como sendo um fator-chave na proibição do DDT pelo governo dos EUA em 1972. O livro e seu autor são frequentemente creditados como responsáveis pelo lançamento do movimento ambientalista mundial. Na década de 1970, os movimentos globais preocupados com a poluição e o ambiente aumentaram o seu foco na agricultura biológica. À medida que a distinção entre alimentos orgânicos e convencionais se tornou mais clara, um dos objetivos do movimento orgânico era incentivar o consumo de alimentos cultivados localmente, o que foi promovido através de slogans como “Conheça o seu agricultor, conheça a sua comida”. 
Uma das primeiras associações de agricultores orgânicos, Associação de Agricultores e Horticultores Orgânicos do Maine  foi fundada em 1971.  Em 1972, a Federação Internacional de Movimentos de Agricultura Orgânica (IFOAM) foi fundada em Versalhes, França e dedicada à difusão e troca de informações sobre os princípios e práticas da agricultura orgânica de todas as escolas e através das fronteiras nacionais e linguísticas. 
Em 1975, Fukuoka lançou seu livro, “The One-Straw Revolution”, com forte impacto em certas áreas do mundo agrícola. A sua abordagem à produção de cereais em pequena escala enfatizou um equilíbrio meticuloso do ecossistema agrícola local e um mínimo de interferência humana e de trabalho. Nos EUA, durante as décadas de 1970 e 1980, JI Rodale e sua Editora “Rodale Press” defenderam métodos de agricultura orgânica. Os livros da imprensa ofereciam informações e conselhos práticos aos americanos interessados em experimentar a jardinagem e a agricultura orgânicas. Em 1984, Oregon Tilth estabeleceu um serviço inicial de certificação orgânica nos Estados Unidos. Na década de 1980, em todo o mundo, grupos agrícolas e de consumidores começaram a pressionar seriamente pela regulamentação governamental da produção biológica. Isto levou à promulgação de legislação e padrões de certificação durante a década de 1990 e até hoje. Nos Estados Unidos, a Lei de Produção de Alimentos Orgânicos de 1990 encarregou o USDA de desenvolver padrões nacionais para produtos orgânicos, e a regra final que estabelece o Programa Orgânico Nacional foi publicada pela primeira vez no Registro Federal em 2000.  Em Havana, Cuba, a perda do apoio econômico soviético após o colapso da União Soviética em 1991 levou a um foco na produção agrícola local e ao desenvolvimento de um programa único de agricultura orgânica urbana apoiado pelo Estado, denominado organopônicos. Desde o início da década de 1990, o mercado retalhista da agricultura biológica nas economias desenvolvidas tem crescido cerca de 20% anualmente devido ao aumento da procura dos consumidores. A preocupação com a qualidade e segurança dos alimentos e o potencial de danos ambientais decorrentes da agricultura convencional são aparentemente responsáveis por esta tendência. 